# Electric Zoo Festival

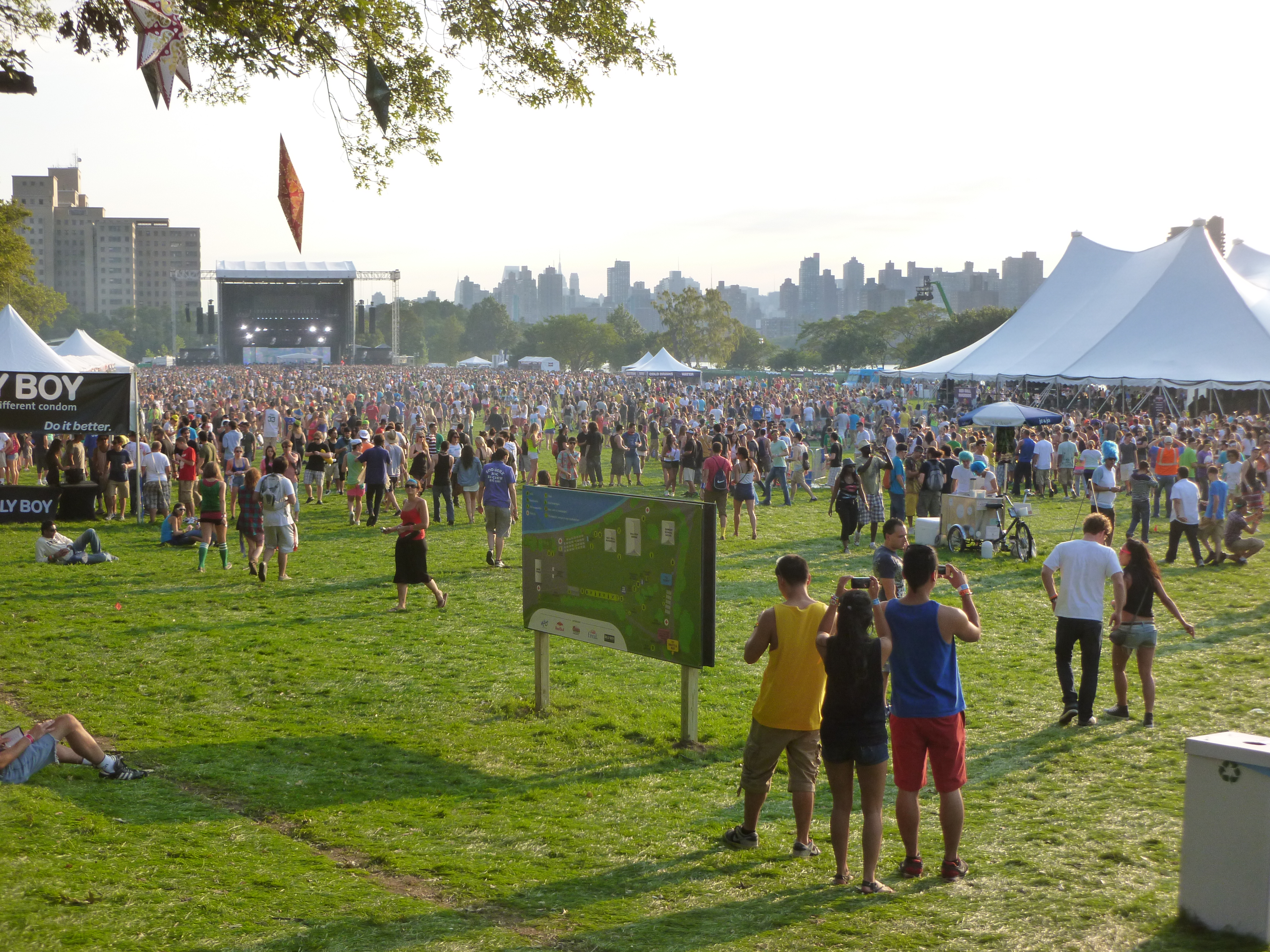
Electric Zoo Festival 2011 am Tag

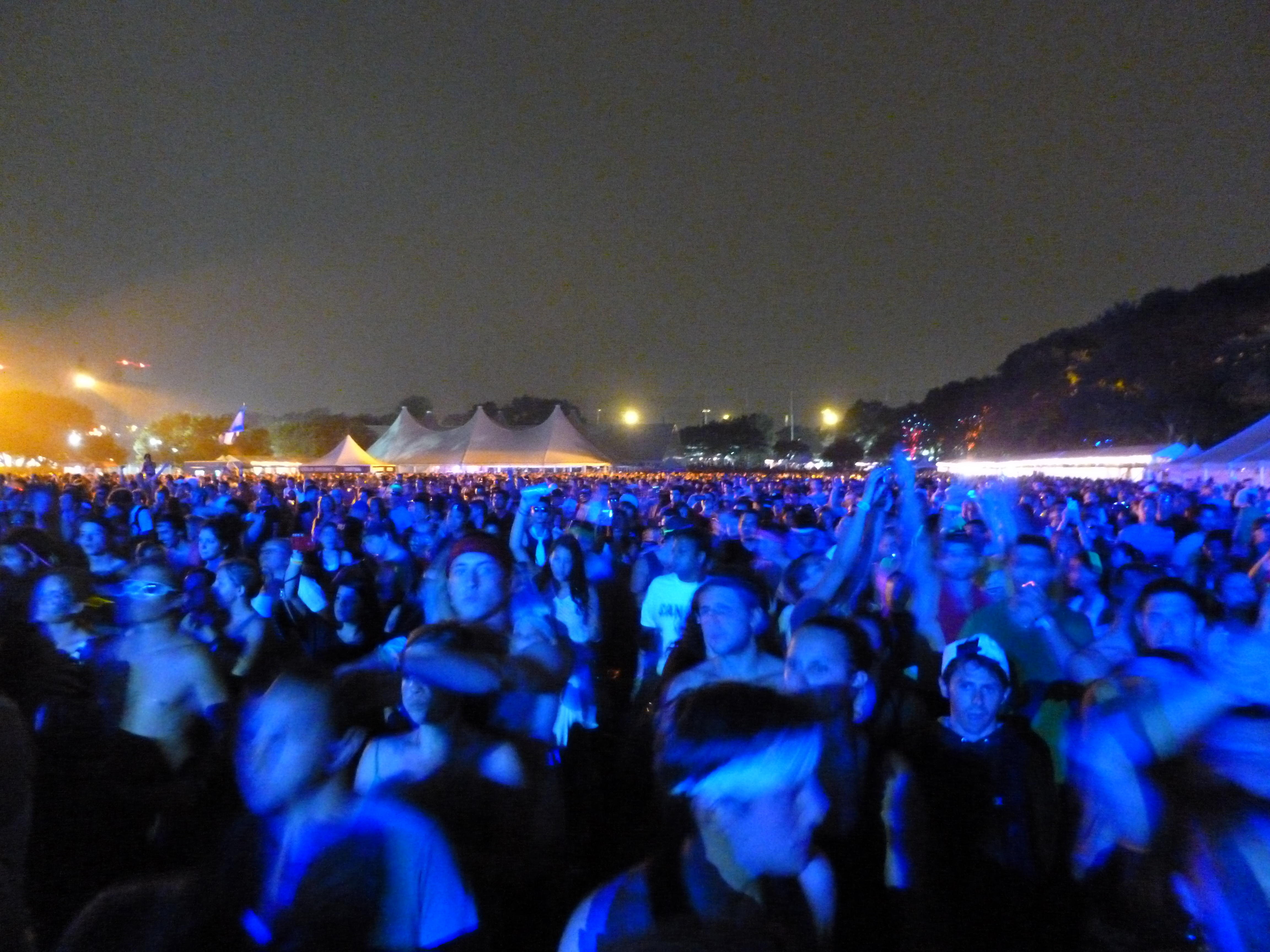
Electric Zoo Festival 2011 bei Nacht

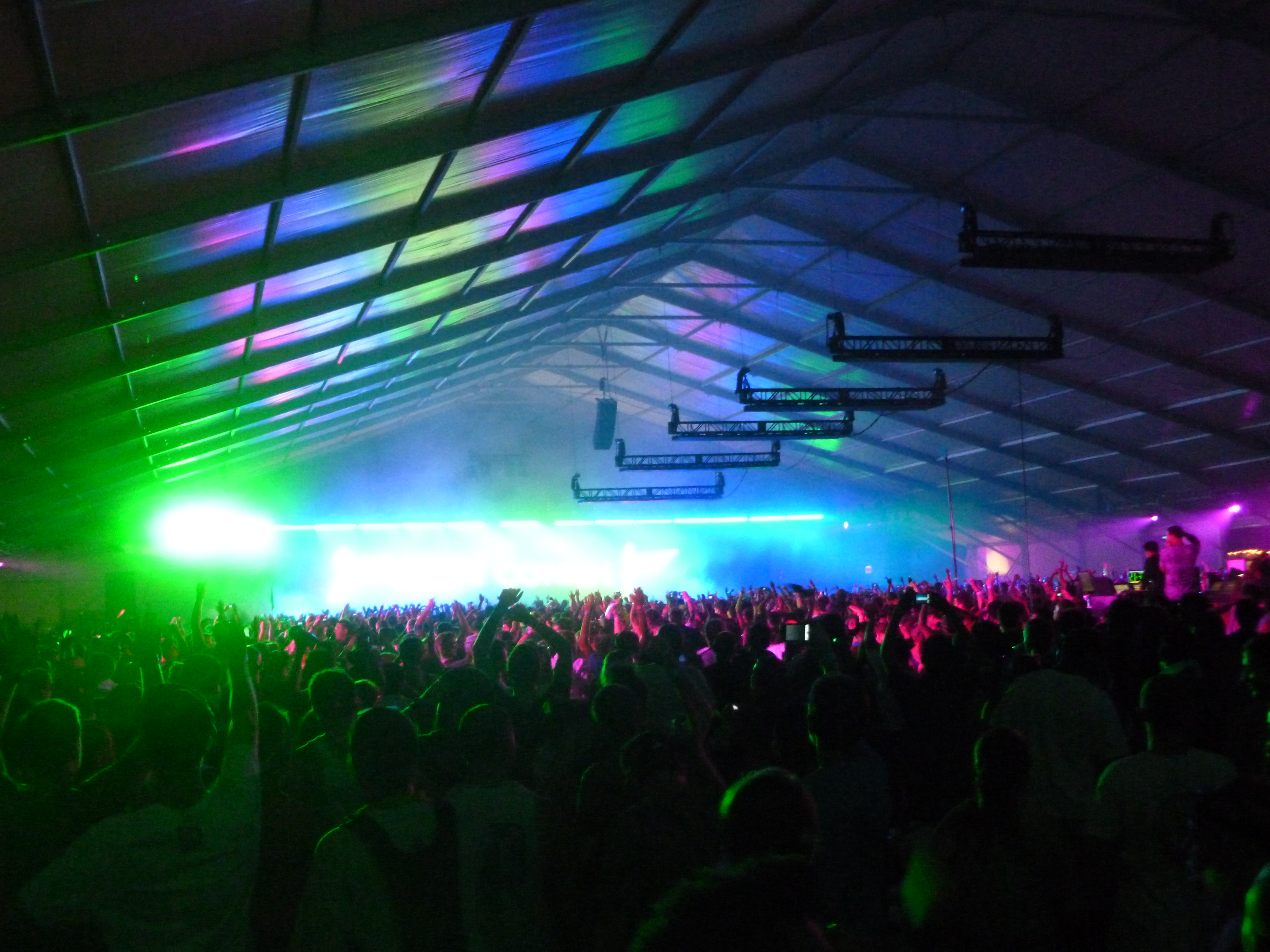
Hilltop Arena

Das Electric Zoo Festival ist ein dreitägiges Musikfestival im Bereich der elektronischen Tanzmusik, das jährlich am Labor-Day-Wochenende im Randalls Island Park in New York stattfindet.

## Entwicklung
Das Electric Zoo Festival wurde erstmals 2009 veranstaltet und hatte über 26.000 Besucher (rund 15.000 am Samstag und 11.000 am Sonntag). Als Headliner wurden Armin van Buuren, Deadmau5, David Guetta, Ferry Corsten, Kaskade, Markus Schulz und Steve Angello verpflichtet. Bei der zweiten Auflage im folgenden Jahr war die Veranstaltung an beiden Tagen mit jeweils 25.000 Besuchern ausverkauft. Die Headliner waren in diesem Jahr Armin van Buuren, Paul van Dyk, The Chemical Brothers, John Digweed, Above & Beyond, Moby und Fedde Le Grand.
2011 wurde das Festival erstmals über 3 Tage von Freitag bis Sonntag durchgeführt. Als Headliner an den drei Tagen wurden Tiësto, David Guetta und Armin van Buuren verpflichtet. Daneben wurden über 100 weitere Acts wie Above & Beyond, Sander van Doorn, Ferry Corsten, Afrojack, Benny Benassi, John Digweed, Moby, Gareth Emery, Markus Schulz, Skrillex, Richie Hawtin und ATB gebucht. Einen für ein elektronisches Musikfestival eher ungewöhnlichen Auftritt hatte dabei der Rapper Snoop Dogg als DJ Snoopadelic. An den drei Tagen wurden insgesamt 85.000 Besucher gezählt.